# Diochlistus melleipennis
Diochlistus melleipennis is een vliegensoort uit de familie Mydidae. De wetenschappelijke naam van de soort is, geplaatst in het geslacht Mydas, voor het eerst geldig gepubliceerd in 1848 door Westwood.
De soort komt voor in Australië.